# رولاند بيتر براون
رولاند بيتر براون (بالإنجليزية: Roland Peter Brown)‏ هو طبيب أمريكي، ولد في 1926 في خبي في الصين، وتوفي في 17 أغسطس 2019.